# SK 디나모 체스케부데요비체
SK 디나모 체스케부데요비체(체코어: SK Dynamo České Budějovice)는 체스케부데요비체를 연고로 하는 체코의 축구 클럽이다. 1905년 창단했으며 2006년 감브리누스리가로 승격되었다.

## 성적
- 2001-02 체코 2부 리그 우승

## 선수 명단

### 현역
참고: FIFA 자격 규정에 따라 소속된 국가대표팀 국기를 표시합니다. 선수는 복수의 FIFA 비회원국 국적을 가지고 있을 수 있습니다.
| 번호 | 포지션 | 국적       | 이름              |
| ---- | ------ | ---------- | ----------------- |
| 18   | MF     | 나이지리아 | 마비스 오기오마데 |

| 번호 | 포지션 | 국적 | 이름 |
| ---- | ------ | ---- | ---- |